# Giải bóng đá ngoại hạng Kazakhstan 2017
Giải bóng đá ngoại hạng Kazakhstan 2017 là mùa giải thứ 26 của Giải bóng đá ngoại hạng Kazakhstan, giải đấu bóng đá cao nhất ở Kazakhstan. Astana đã bảo vệ thành công chức vô địch mùa này, và đây là danh hiệu thứ tư của họ.

## Bảng xếp hạng
| VT | Đội                | ST | T  | H  | B  | BT | BB | HS  | Đ  | Giành quyền tham dự hoặc xuống hạng                 |
| -- | ------------------ | -- | -- | -- | -- | -- | -- | --- | -- | --------------------------------------------------- |
| 1  | Astana (C)         | 33 | 25 | 4  | 4  | 74 | 21 | +53 | 79 | Lọt vào vòng loại thứ nhất Champions League         |
| 2  | Kairat             | 33 | 23 | 9  | 1  | 75 | 28 | +47 | 78 | Lọt vào vòng loại thứ nhất Europa League            |
| 3  | Ordabasy           | 33 | 18 | 4  | 11 | 44 | 37 | +7  | 58 | Lọt vào vòng loại thứ nhất Europa League            |
| 4  | Irtysh Pavlodar    | 33 | 12 | 12 | 9  | 35 | 32 | +3  | 48 | Lọt vào vòng loại thứ nhất Europa League            |
| 5  | Tobol              | 33 | 12 | 11 | 10 | 36 | 26 | +10 | 47 |                                                     |
| 6  | Kaisar             | 33 | 11 | 9  | 13 | 30 | 36 | −6  | 42 |                                                     |
| 7  | Shakhter Karagandy | 33 | 12 | 4  | 17 | 36 | 50 | −14 | 40 |                                                     |
| 8  | Atyrau             | 33 | 10 | 8  | 15 | 34 | 54 | −20 | 35 |                                                     |
| 9  | Aktobe             | 33 | 8  | 9  | 16 | 38 | 46 | −8  | 33 |                                                     |
| 10 | Akzhayik (O)       | 33 | 7  | 9  | 17 | 29 | 47 | −18 | 30 | Tham dự play-off trụ hạng                           |
| 11 | Taraz (R)          | 33 | 8  | 8  | 17 | 29 | 50 | −21 | 26 | Xuống hạng chơi ở Giải bóng đá hạng nhất Kazakhstan |
| 12 | Okzhetpes (R)      | 33 | 7  | 3  | 23 | 28 | 61 | −33 | 24 | Xuống hạng chơi ở Giải bóng đá hạng nhất Kazakhstan |

1. ↑  Kairat lọt vào vòng loại thứ nhất Europa League bằng việc vô địch Cúp Kazakhstan 2017.
2. ↑  Atyrau bắt đầu mùa giải với việc bị phạt 9 điểm vì chưa trả nợ cho huấn luyện viên cũ Zoran Filipović.[1] Vào ngày 24 tháng 4 năm 2017, Atyrau đã được trả lại 6 điểm sau khi trả nợ xong cho Filipović, còn 3 điểm còn lại vẫn được giữ nguyên do khoản nợ đối với Jonathas.[2]
3. ↑  Taraz bị trừ 6 điểm do chưa trả nợ cho cựu cầu thủ Obiora Odita.[3]

## Play-off trụ hạng
| 9 tháng 11 năm 2017 | Akzhayik             | 2–1      | Makhtaaral     | Astana                     |  |
| 15:00 (UTC+6)       | Dudchenko 45+1', 86' | Chi tiết | S.Chulagov 35' | Sân vận động: Astana Arena |  |